# Ozarba mortua
Ozarba mortua là một loài bướm đêm trong họ Noctuidae.